# SN 185
SN 185 fue una supernova que tuvo lugar a finales del año 185, cerca de Alfa Centauri, entre las constelaciones de Circinus y Centaurus. Se piensa que es la primera supernova de la que se tiene un registro histórico.

## Historia
La supernova fue observada por astrónomos chinos y registrada en el Hòu Hànshū (Libro de los Han posteriores).  Esta fuente menciona muy claramente la fecha de la primera observación de la estrella, correspondiente al 7 de diciembre de 185. La fecha de la última visualización es en cambio poco segura, aunque en cualquier caso parece que SN 185 fue visible durante más de seis meses. Asimismo, existe controversia sobre si testimonios de la época romana tienen en cuenta la observación de la supernova (esta estuvo situada unos grados por encima del horizonte meridional desde la latitud de Roma y por tanto potencialmente visible), pero no hay seguridad al respecto.

## Resto de supernova de SN 185
Se piensa que la envoltura gaseosa RCW 86, también conocida como SNR G315.0-02.3, es el resto de supernova de este suceso. Tiene un tamaño angular relativamente grande, aproximadamente 45 minutos de arco. La edad de este objeto es compatible con 1800 años, el tiempo transcurrido desde que la supernova fue observada. Este remanente, cuya forma de concha es muy regular, sugiere una supernova de tipo Ia, lo que es corroborado por la ausencia de púlsar asociado. Estudios realizados en la región de rayos X confirman la verosimilitud de esta identificación.
A partir de simulaciones hidrodinámicas, las observaciones en el infrarrojo son consistentes con una explosión descentrada en una cavidad de baja densidad creada por el sistema progenitor; ello convertiría a RCW 86 en el primer caso conocido de una supernova de tipo Ia que tiene lugar en una burbuja que se expande por el viento estelar.
RCW 86 se encuentra a una distancia estimada de 2800 pársecs (9100 años luz) y tiene un radio de 17 pársecs.